# Viktor Gustafson
Karl Viktor Gustafson (22 marzo 1995) è un calciatore svedese, centrocampista del Mjällby.

## Caratteristiche tecniche
È un mediano.

## Carriera
Cresciuto nel settore giovanile dell'Asarum, gioca per 5 stagioni a cavallo di quarta e quinta divisione giocando 108 incontri e realizzando complessivamente 11 reti. Nel 2017 passa al Karlskrona AIF con cui disputa una stagione in Division 1.
L'anno seguente viene acquistato dal Mjällby, con cui firma un contratto biennale; con il club giallonero ottiene una doppia-promozione che lo porta a giocare in Allsvenskan nel 2020. Debutta nella massima serie svedese il 18 giugno in occasione dell'incontro perso 1-0 contro il Falkenberg.

## Statistiche
Statistiche aggiornate all'11 agosto 2021.

### Presenze e reti nei club
| Stagione        | Squadra         | Campionato      | Campionato | Campionato | Coppe nazionali | Coppe nazionali | Coppe nazionali | Coppe continentali | Coppe continentali | Coppe continentali | Altre coppe | Altre coppe | Altre coppe | Totale | Totale | Totale |
| Stagione        | Squadra         | Comp            | Pres       | Reti       | Comp            | Pres            | Reti            | Comp               | Pres               | Reti               | Comp        | Pres        | Reti        | Pres   | Reti   |        |
| --------------- | --------------- | --------------- | ---------- | ---------- | --------------- | --------------- | --------------- | ------------------ | ------------------ | ------------------ | ----------- | ----------- | ----------- | ------ | ------ | ------ |
| 2012            | Asarum          | 3D              | 21         | 2          | CS              | 0               | 0               |                    | -                  | -                  |             | -           | -           | 21     | 2      |        |
| 2013            | Asarum          | 3D              | 21         | 2          | CS              | 0               | 0               |                    | -                  | -                  |             | -           | -           | 21     | 2      |        |
| 2014            | Asarum          | 2D              | 24         | 2          | CS              | 1               | 0               |                    | -                  | -                  |             | -           | -           | 25     | 2      |        |
| 2015            | Asarum          | 2D              | 21         | 4          | CS              | 0               | 0               |                    | -                  | -                  |             | -           | -           | 21     | 4      |        |
| 2016            | Asarum          | 2D              | 21         | 1          | CS              | 0               | 0               |                    | -                  | -                  |             | -           | -           | 21     | 1      |        |
| 2017            | Karlskrona AIF  | 1D              | 24         | 2          | CS              | 0               | 0               |                    | -                  | -                  |             | -           | -           | 24     | 2      |        |
| 2018            | Mjällby         | 1D              | 16         | 0          | CS              | 0               | 0               |                    | -                  | -                  |             | -           | -           | 16     | 0      |        |
| 2019            | Mjällby         | S1              | 24         | 0          | CS              | 4               | 0               |                    | -                  | -                  |             | -           | -           | 28     | 0      |        |
| 2020            | Mjällby         | A               | 17         | 1          | CS              | 4               | 0               |                    | -                  | -                  |             | -           | -           | 21     | 1      |        |
| 2021            | Mjällby         | A               | 13         | 0          | CS              | 0               | 0               |                    | -                  | -                  |             | -           | -           | 13     | 0      |        |
| Totale carriera | Totale carriera | Totale carriera | 202        | 14         |                 | 9               | 0               |                    | -                  | -                  |             | -           | -           | 211    | 14     |        |

## Palmarès

### Club

#### Competizioni nazionali
- Superettan: 1

Mjällby: 2019